# Goldene Ellipse
Eine Goldene Ellipse ist eine Ellipse, bei der das Seitenverhältnis ihrer beiden Halbachsen {\displaystyle a} und {\displaystyle b} dem Goldenen Schnitt entspricht.

## Äquivalente Charakterisierung

Gegeben seien ein Kreisring mit äußerem Radius {\displaystyle a} und innerem Radius {\displaystyle b} sowie eine Ellipse mit großer Halbachse {\displaystyle a} und kleiner Halbachse {\displaystyle b}, wobei {\displaystyle a} und {\displaystyle b} positive reelle Zahlen sind.
Dann entspricht das Verhältnis {\displaystyle {\frac {a}{b}}} genau dann dem Goldenen Schnitt {\displaystyle \Phi }, wenn der Kreisring und die Ellipse flächengleich sind.
Der Beweis ergibt sich aus folgender Äquivalenzkette:
{\displaystyle \pi a^{2}-\pi b^{2}=\pi ab\Leftrightarrow a^{2}-ba-b^{2}=0\Leftrightarrow a={\frac {b}{2}}\ \pm {\sqrt {{\frac {b^{2}}{4}}+b^{2}}}\Leftrightarrow a={\frac {1}{2}}(1\pm {\sqrt {5}})\cdot b}
Da nur die positive Lösung infrage kommt, folgt nach Division durch {\displaystyle b}:
{\displaystyle {\frac {a}{b}}={\frac {1}{2}}(1+{\sqrt {5}})=\Phi }

## Beziehung zum Goldenen Rechteck

Die Goldene Ellipse kann einem Goldenen Rechteck mit den Seitenlängen {\displaystyle 2a} und {\displaystyle 2b} einbeschrieben werden.